# Magalie Pottier
Magalie Pottier (Nantes, 16 de marzo de 1989) es una deportista francesa que compitió en ciclismo en la modalidad de BMX.
Ganó tres medallas en el Campeonato Mundial de Ciclismo BMX entre los años 2008 y 2011, y dos medallas en el Campeonato Europeo de Ciclismo BMX, en los años 2008 y 2011.
En los Juegos Europeos de Bakú 2015 obtuvo una medalla de plata en la carrera femenina.
Participó en los Juegos Olímpicos de Londres 2012, ocupando el séptimo lugar en la prueba femenina.

## Palmarés internacional
| Campeonato Mundial | Campeonato Mundial         | Campeonato Mundial | Campeonato Mundial |
| Año                | Lugar                      | Medalla            | Competición        |
| ------------------ | -------------------------- | ------------------ | ------------------ |
| 2008               | Taiyuan (China)            | Medalla de oro     | Cruiser            |
| 2011               | Copenhague (Dinamarca)     | Medalla de bronce  | Carrera            |
| 2012               | Birmingham (Reino Unido)   | Medalla de oro     | Carrera            |
| Juegos Europeos    |                            |                    |                    |
| Año                | Lugar                      | Medalla            | Competición        |
| 2015               | Bakú (Azerbaiyán)          | Medalla de plata   | Carrera            |
| Campeonato Europeo |                            |                    |                    |
| Año                | Lugar                      | Medalla            | Competición        |
| 2008               | Weiterstadt (Alemania)     | Medalla de bronce  | Carrera            |
| 2011               | Haaksbergen (Países Bajos) | Medalla de plata   | Carrera            |